# Hongshanornis longicresta
Hongshanornis longicresta — вимерлий вид птахів, що існував у ранній крейді на території Східної Азії. Скам'янілість знайдена у пластах формації Їксян у провінції Внутрішня Монголія у Китаї. Голотип зберігається в Інституті палеонтології хребетних та палеоантропології в Пекіні. Цей навколоводний птах важив бл. 50 г, з розмахом крил до 32 см.